# Фонтан (Приморски Алпи)
Фонтан (фр. Fontan) насеље је и општина у Француској у региону Прованса-Алпи-Азурна обала, у департману Приморски Алпи која припада префектури Ница.
По подацима из 2011. године у општини је живело 259 становника, а густина насељености је износила 5,22 становника/km². Општина се простире на површини од 49,61 km². Налази се на средњој надморској висини од 430 метара (максималној 2.447 m, а минималној 405 m).

## Демографија
| 1962. | 1968. | 1975. | 1982. | 1990. | 1999. | 2011. |
| ----- | ----- | ----- | ----- | ----- | ----- | ----- |
| 215   | 326   | 257   | 253   | 230   | 234   | 259   |

График промене броја становника у току последњих година